# Султанов, Тахтамурат
Тахтамурат Султанов (3 февраля 1909, Ташкент — ?) — советский узбекский деятель, народный комиссар торговли Узбекской ССР, постоянный представитель СНК (СМ) Узбекской ССР при СНК (СМ) СССР. Депутат Верховного Совета СССР 2-го созыва.

## Биография
Трудовую деятельность начал в 1927 году чернорабочим механического цеха ташкентской табачной фабрики «Уртак».
С 1932 года — заместитель председателя исполнительного комитета Куйбышевского районного совета города Ташкента. Затем работал на руководящих должностях в советских организациях Ташкента. Член ВКП(б).
С 1940 года — заместитель народного комиссара местной промышленности Узбекской ССР, секретарь Ташкентского городского комитета КП(б) Узбекистана.
До 1945 года — народный комиссар торговли Узбекской ССР.
С 1945 года — постоянный представитель Совета народных комиссаров (с 1946 Совета Министров) Узбекской ССР при Совете народных комиссаров (с 1946 Совете Министров) СССР.
На 1950 год — министр торговли Узбекской ССР.

## Награды
- орден Трудового Красного Знамени (1945; 16.01.1950)
- орден Красной Звезды (1946)
- орден «Знак Почёта» (1947)
- медали